# 216 г. пр.н.е.
216 (двеста и шестнадесета) година преди новата ера (пр.н.е.) е година от доюлианския (Помпилийски) римски календар.

## Събития

### В Римската република
- Консули са Гай Теренций Варон и Луций Емилий Павел (за II път).
- Всеки от консулите получава командването на армия от 4 легион (ок. 20000 войници) плюс сходен брой спомагателни сили от съюзниците на Рим за да се бият с Ханибал. Луций Постумий Албин (консул 234 пр.н.е.) е изпратен с друга армия да се бие в Цизалпийска Галия.[1]
- Ханибал превзема римската армейска снабдителна база Кана в Апулия, а скоро след това в близост пристигат и консулските войски, които са допълнени с още подкрепления и достигат численост от около 80 000 войници.[1]
- 2 август – в битката при Кана Ханибал унищожава обединените сили на консулите и нанася едно от най-известните поражения на римската армия. Консулът Павел загива в битката, но Варон успява да избяга във Венузия, където командва оцелелите около 10 000 войници.[1]
- След катастрофата при Кана множество градове и съюзници на Рим в Южна Италия преминават на страната на картагенците, включително по-голямата част от Апулия, Брутиум, Самниум и Кампания начело с град Капуа.[1][2]

### В Испания
- Картагенски пратеници нареждат на Хасдрубал Барка да поведе войски от Испания към Италия, за да усили брат си Ханибал.[2] На негово място за командващ в Испания е назначен Химилкон.[2]

### В Сицилия
- Картагенския флот опустошава територии контролирани от Сиракуза.[2]

### В Азия
- Военна кампания на цар Антиох III срещу сепаратиста Ахей (216 – 213 г. пр.н.е.)[2]

### На Балканите
- Операциите на Филип II Македонски по адриатическото краибрежие са смутени от действията на римския флот.[2]

## Починали
- 2 август:
  - Луций Емилий Павел, консул през тази година
  - Гней Сервилий Гемин, римски политик и генерал
  - Марк Минуций Руф, римски политик и генерал
- Гелон II, тиран на Сиракуза (роден ок. 266 г. пр.н.е.)